# Sießener See (Landschaftsschutzgebiet)
Das Gebiet Sießener See ist ein mit Verordnung vom 25. September 1940 ausgewiesenes Landschaftsschutzgebiet (LSG-Nummer 4.37.011) im Gebiet der baden-württembergischen Stadt Bad Saulgau im Landkreis Sigmaringen in Deutschland.

## Lage
Das rund 17,5 Hektar große Schutzgebiet „Sießener See“ gehört zum Naturraum „Donau-Ablach-Platten“. Es liegt zwischen den Bad Saulgauer Stadtteilen Wagenhausen und Sießen, etwa 3,2 Kilometer südwestlich der Bad Saulgauer Stadtmitte, auf einer durchschnittlichen Höhe von 618 m ü. NHN

## Schutzzweck
Wesentlicher Schutzzweck ist die Erhaltung des im 19. Jahrhundert als Teil einer Weiheranlage des Klosters Sießen angelegten Wagenhauser Weihers und seiner Uferbereiche mit ihren typischen Pflanzen- und Tierarten.

## Flora und Fauna

### Flora
Im südlichen Uferbereich des Weihers findet sich neben Schilfröhricht und Großseggen unter anderem das Spiegelnde Laichkraut (Potamogeton lucens), der Spreizende Wasserhahnenfuß (Ranunculus circinatus), die Schmalblättrige Wasserpest (Elodea nuttallii), der Wasser-Knöterich (Persicaria amphibia) und das Krause Laichkraut (Potamogeton crispus). 

### Fauna
Der See ist mit Zander, Hecht und Karpfen besetzt; außerdem kommen noch Rotauge, Flussbarsch, Schleie, und Rotfeder im See vor.

Im Uferbereich können zahlreiche Libellen- und Vogelarten beobachtet werden.